# کولایوو
کولایوو (انگلیسی: Kulayevo) یک شهرک در شهرستان بورایفسکی باشقیرستان کشور روسیه است.